# Juillet 1786

## Événements
- 13 juillet : 21 marins de l'expédition de La Pérouse périssent noyés au port des Français[1].

- 19 juillet : fondation de Graaff-Reinet par les colons du Cap[2].

## Naissances
- 24 juillet : Joseph Nicollet (mort en 1843), mathématicien et géographe français.
- 25 juillet : Otto Magnus von Stackelberg (mort en 1837), archéologue, peintre et écrivain d'origine germano-balte.